# Серета (Империја)
Серета је насеље у Италији у округу Империја, региону Лигурија.
Према процени из 2011. у насељу је живело 115 становника. Насеље се налази на надморској висини од 167 м.